# セラサ郡
セラサ郡（セラサぐん、Serasa）は、ブルネイ・ダルサラーム国ブルネイ・ムアラ地区にある郡。ブルネイ・ムアラ地区の東端及び北端にある郡である。郡内にはブルネイ最大の港湾であるムアラ港がある。北は南シナ海、東と南はブルネイ湾に面し、西はメンティリ郡と接する。
セラサ郡にはいくつかの島と2つの砂州がある。主なものにペロン・ペロンガン島（またはペロン岩）、ムアラ大島、人工の島であるペルンポン岬などが挙げられる。ムアラ町からセラサ村にかけての地域はセラサ郡最大の都市圏を形成する。

## 町村
セラサ郡は以下の町村を含む。
- ムアラ町（Pekan Muara）
- タンジョン・バトゥ村（Kampong Tanjong Batu）
- カポク村（Kampong Kapok）
- サブン村（Kampong Sabun） - 軍のバラックがある。
- サラール村（Kampong Salar）  - 以前はメンティリ郡に属していた。
- セラサ村（Kampong Serasa） - 工業団地[1]とフェリー乗り場がある。
- ブキット・カブン村（Kampong Bukit Kabun）
- プラウ・ムアラ・ベサール村（Kampong Pulau Muara Besar）
- ペルンポン村（Kampong Pelumpong） - ペルンポン岬を含む。
- ペンガラヤン村（Kampong Pengalayan）
- マスジド・ラマ村（Kampong Masjid Lama）
- メラガン村（Kampong Meragang）

## 地形
- ムアラ大島（Pulau Muara Besar） - ブルネイ最大の島。
- ペルンポン岬（Tanjong Pelumpong）
- セラサ海岸 - 王立ブルネイヨットクラブがある。
- メラガン海岸
- ムアラ海岸
- セラサ砂州
- ペロン・ペロンガン島（Pulau Pelong-Pelongan）

## 施設
- ムアラ・カット（Muara Cut） - ムアラ港へ短絡する人工の運河で30フィートの水深がある[2]。
- ムアラ海軍基地
- ブルックトン炭坑（Brooketon Colliery） - 現在は閉山。